# 평의회
평의회(評議會, council, 러시아어: совет) 또는 협의회(協議會)는 사람들이 모여서 상담, 숙의, 의사 결정을 하는 기구이다. 기업의 이사회 역시 평의회의 일종으로 볼 수 있다. 위원회 역시 평의회의 성격을 나타내지만, 보통 위원회는 보다 큰 단체의 구성원들로 이루어진 하위조직인 데 반해 평의회는 그렇지 않은 경우가 많다.

## 같이 보기
- 소비에트